# Äldre fornnorska
Äldre fornnorska (norska: gammelnorsk) är den fornnorska som följde förgreningen av fornöstnordiska kring 1000-talet där fornisländska blev sin egen språkliga variation, vilken var i bruk fram till omkring 1350. Det följdes av yngre fornnorska (norska: mellomnorsk).